# Frédéric Keiff
Frédéric Keiff est un architecte plasticien français, né à Metz en 1973, qui vit à Strasbourg.

## Biographie
Titulaire d’un DEA de la Faculté des Arts de Strasbourg en 2000, diplômé en architecture de l’ENSAS de Strasbourg en 2001, il se consacre depuis à une recherche ar(t)chitecturale, située entre expérimentations collectives auto-construites et urbaines, et recherches personnelles de plasticien. En 2001 il fonde le collectif 3RS avec Charles Altorffer à Strasbourg. En parallèle, il est membre actif de la première heure au sein du groupe EXYZT constitué en 2003 à Paris.
Il entame en 2001 une réflexion sur le corps humain comme unité de mesure de l'architecture, se référant à Vitruve, Léonard de Vinci, Le Corbusier, afin de déterminer l'archétype à placer au cœur de l'architecture contemporaine. Mais plutôt que d'épouser un idéal à atteindre, un modulor parfait,
sa quête porte davantage sur la définition d'un modèle à géométrie variable, intégrant en son sein les particularités et les difformités de tout un chacun. Il questionne les différences qui font de l'humanité ce qu'elle est, c'est-à-dire un ensemble de singularités non interchangeables. Depuis quelques années, la lumière a pris une place particulière dans sa production artistique, avec la réalisation de vitraux particuliers : des débris de verre de récupération sont assemblées sur une structure souple de silicone.
En 2006, il travaille sur Vitraux in Vivo, à Mozet, en Belgique. En 2007, en résidence de création à Douala, il offre à la ville l'œuvre d’art public L'Arbre à palabres.
En 2011, il participe à l’exposition collective « Une vue d’urbanité » organisée par le Conseil général 67 de Strasbourg (France). En
2013 il réalise la performance « Surviving Pablo » à La Semencerie de Strasbourg (France) et offre à la ville du Havre (France) l’œuvre Arbōat, une sculpture monumentale réalisée en collaboration avec Coal. Puis il a travaille sur The Feasting Mouth, un projet de sculpture monumentale réalisée avec la Tate Modern, 2014, Londres, Royaume-Uni et sur l’exposition collective Ateliers Nomades, Depo2015, dans la capitale culturelle de 2015, Pilsen, en République Tchèque.

## Œuvres
- OOT (One Of Them), 2009
- L'Arbre à palabres, Douala, 2007

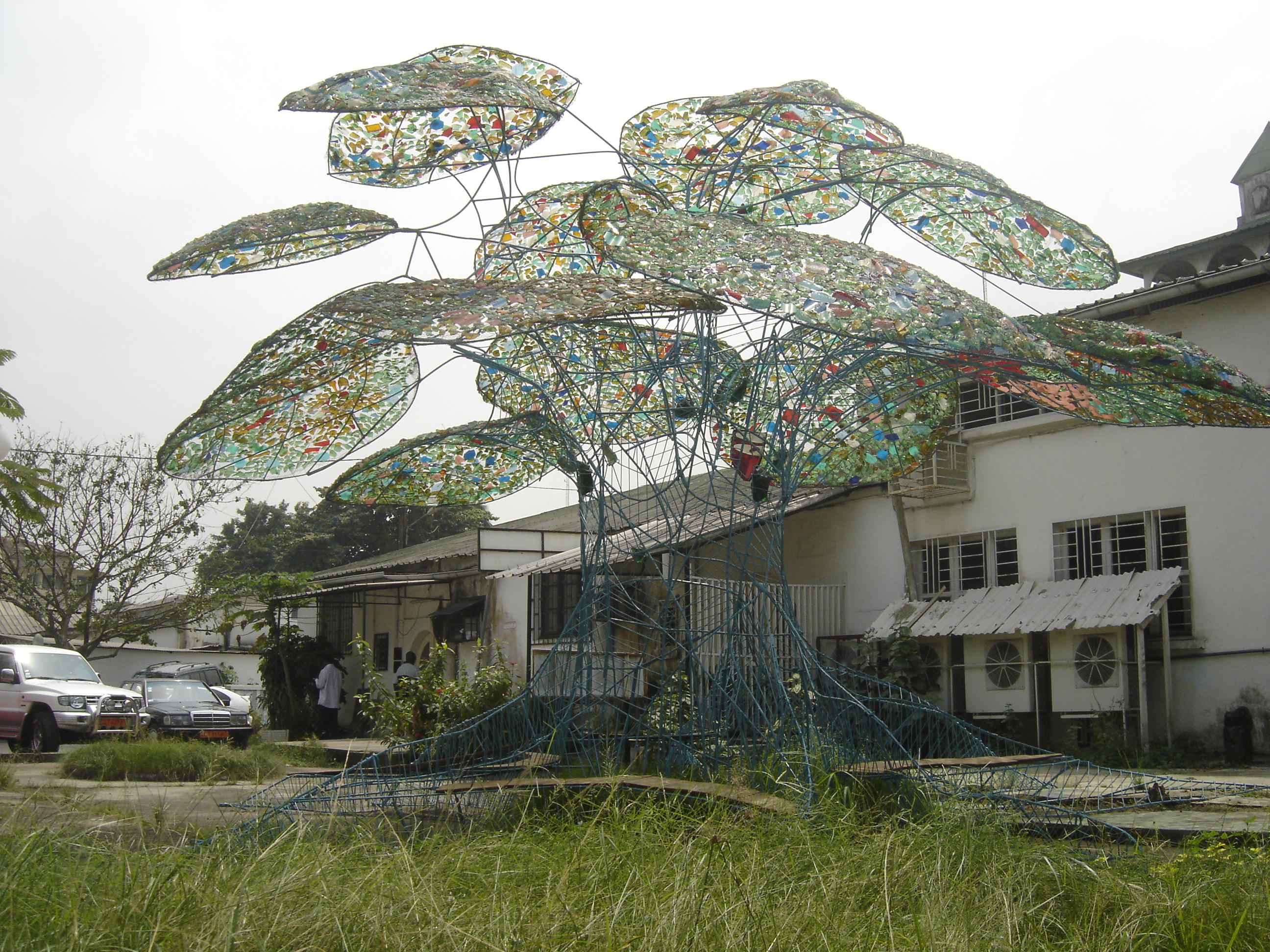
L'Arbre à palabres à Douala, Cameroun

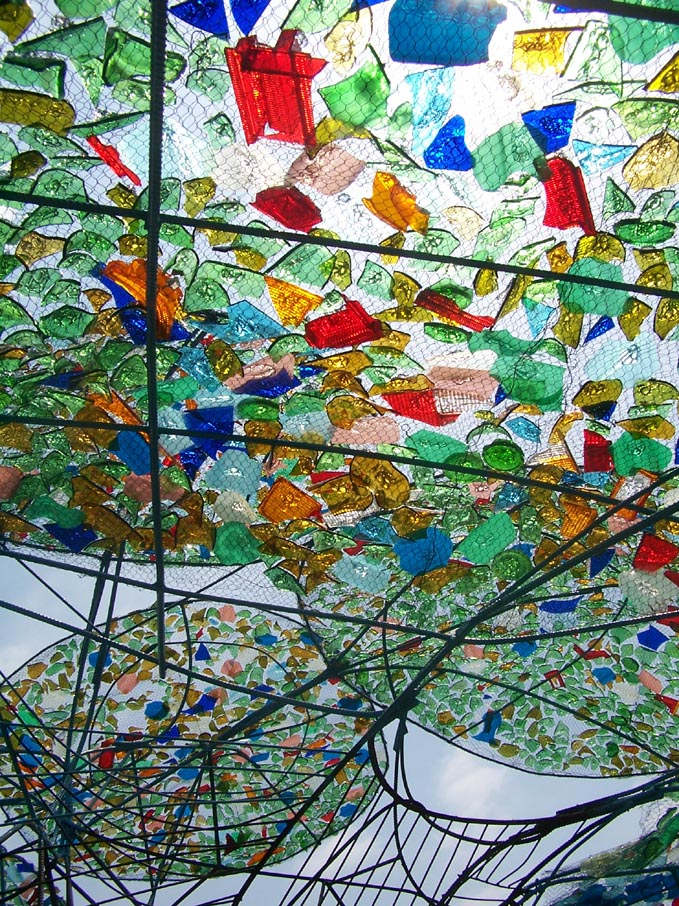
L'Arbre à palabres, détail

- Vitraux in Vivo, Mozet, Belgique 2006

## Expositions
- Le Forum, Nuit Blanche de l'Art Contemporain de Metz avec le collectif 3rs, 2008
- Southwark Lido, Biennale d’architecture de Londres avec le collectif exyzt, 2008
- Hôtel Éphémère des Trinitaires, rencontres de la FRAAP à Metz avec le collectif 3rs, mai 2008
- L'Arbre à Palabres, dans le cadre du Salon Urbain de Douala (SUD) organisé par Doual’art, 2007
- Participation au projet Labichampi : construction d'une structure pour une reconversion économique et sociale d'une ruine en exploitation en Lettonie, 2007
- Biennale de Venise, Projet collectif EXYZT, pavillon français, 2006
- Exposition aux Ateliers Ouverts à Strasbourg, 2006
- Exposition de sculpture et vitraux au salon de Printemps à Strasbourg, 2006